# 岡本清
岡本 清（おかもと きよし、1930年3月25日 - ）は、日本の会計学者。千葉県船橋市出身。一橋大学名誉教授、東京国際大学名誉教授。

## 人物
専門は、原価計算・管理会計。日経・経済図書文化賞、日本会計研究学会学会賞受賞。第16期日本学術会議会員。2009年瑞宝中綬章受章。
千葉県船橋町（現：船橋市）出身。松本雅男門下。弟子に、廣本敏郎（一橋大学名誉教授、公認会計士・監査審査会長）・尾畑裕（一橋大学名誉教授）・小林啓孝（慶應義塾大学名誉教授）等がいる。モルガン銀行日本代表を務めた藤巻健史（元参議院議員）・石川千晶（公認会計士、情報公開・個人情報保護審査会委員）なども岡本ゼミ出身。
翻訳家の岡本浜江（日本児童文芸家協会顧問、児童文化功労者）は妻。経営学者の岡本大輔（慶應義塾大学商学部教授、義塾賞）は長男。鳶職・コントラバス奏者の岡本希輔（有限会社鳶地庫代表取締役）は次男。計算機工学者の岡本秀輔（成蹊大学理工学部情報科学科教授）は三男。

## 学歴
- 1944年 陸軍幼年学校入学
- 1947年 東京都立第三中学校（現東京都立両国高等学校・附属中学校）卒業
- 1954年 一橋大学商学部卒業
- 1960年 一橋大学大学院商学研究科博士課程修了
- 1964年 商学博士（一橋大学）の学位を取得
- 1965年 フルブライト交換教授研究員プログラムでミシガン大学留学

## 職歴
- 1960年 日本学術振興会奨励研究生
- 1961年 一橋大学商学部専任講師
- 1964年 一橋大学商学部助教授
- 1971年 一橋大学商学部教授
- 1991年 日本原価計算研究学会会長[7]
- 1993年 一橋大学名誉教授、東京国際大学教授
- 1999年 東京国際大学副学長
- 2000年 東京国際大学学長
- 2002年 学校法人金子教育団常務理事
- 2009年 学校法人金子教育団退職

## 叙位・叙勲
- 瑞宝中綬章受章, 2009

## 受賞
- 日本会計研究学会学会賞受賞, 1969
- 日経・経済図書文化賞受賞, 1973

## 著書
- 『米国標準原価計算発達史』（白桃書房、1969年）。
- 『原価計算』（国元書房、1973年初版、2000年六訂版発行）　ISBN 4765810097。
- 『原価計算基準の研究』編著（1981年、国元書房）。
- 『管理会計の基礎知識』編著（1982年、中央経済社）。
- 『ハイテク会計』共著（1988年、同友館）
- 『管理会計』廣本敏郎,尾畑裕,挽文子共著（2005年、中央経済社、2008年第2版発行）。
- 『原価計算問題集』（2005年、国元書房）　ISBN 4765810100。
- 『新検定簿記講義　2級工業簿記』編著（中央経済社）。
- 『新検定簿記講義　1級工業簿記』編著（中央経済社）。
- 『新検定簿記講義　1級原価計算』編著（中央経済社）。

※その他分担執筆・論文多数あり。